# 胡晓阳案
胡晓阳案，为1986年2月17日判决的一起系列强奸案，强奸、猥亵、轮奸妇女数十名。罪犯胡晓阳、陈晓蒙、葛志文判处死刑。胡晓阳为时任上海市委第二书记胡立教养子、陈晓蒙为上海市委宣传部原副部长陈其五之子。
此案因罪犯为当时中国共产党高干子弟而在调查审判中受到重重阻力；最终由时任中国共产党中央委员会总书记胡耀邦亲自批示判刑。杨小民案与胡晓阳案被视为中国共产党内以胡耀邦为首的改革一派对中国法制与吏治的重建。胡耀邦本人也因此类事件的处理而在中国民众之间获得大量民心，并持续影响着中国政局的发展。

## 案件审判
1953年，胡立教担任中央人民政府财政部副部长，后任中国人民银行代行长。80年代初期，调任上海任市委第二书记，其养子胡晓阳与时任上海市委宣传部副部长陈其五之子陈晓蒙、陈冰郎等在其住所组织舞会，并强奸女子。1984年，上海市公安局卢湾分局干警收到检举材料，并进行调查葛志文，捉出胡晓阳、陈小蒙、陈冰郎等人。1985年，卢湾公安分局通过围捕逮捕六名罪犯。
此案一经曝光，舆论哗然，时任中共上海市委第一书记陈国栋请示胡耀邦，并得到后者批准。
|              | 罪大恶极，不杀不足以平民愤 |
| ——胡耀邦批示 |                            |

1986年2月17日，上海市高级人民法院作出刑事裁定，维持上海市中级人民法院以强奸罪、流氓罪判处胡晓阳、陈晓蒙、葛志文死刑，剥夺政治权利终身的判决，并根据最高人民法院的授权，核准对此三人的死刑。次月，胡晓阳、陈晓蒙等被枪决。
| 姓名   | 判刑         | 结果     | 家庭背景                                                 |
| ------ | ------------ | -------- | -------------------------------------------------------- |
| 胡晓阳 | 死刑         | 枪决     | 上海市委第二书记胡立教养子，深圳大学《世界建筑导报》记者 |
| 陈晓蒙 | 死刑         | 枪决     | 上海市委宣传部副部长陈其五长子，《民主与法制》杂志记者   |
| 葛志文 | 死刑         | 枪决     | 上海新华香料厂工人                                       |
| 陈冰郎 | 20年有期徒刑 | 狱中自尽 | 上海市委宣传部副部长陈其五次子，中国民航一零二厂工人     |
| 陈丹广 | 5年有期徒刑  |          | 中国远洋运输总公司上海分公司船员                         |
| 康也非 | 3年有期徒刑  |          | 深圳华仪利能电脑工业公司职员                             |